# Placówka Straży Celnej „Prądzona”

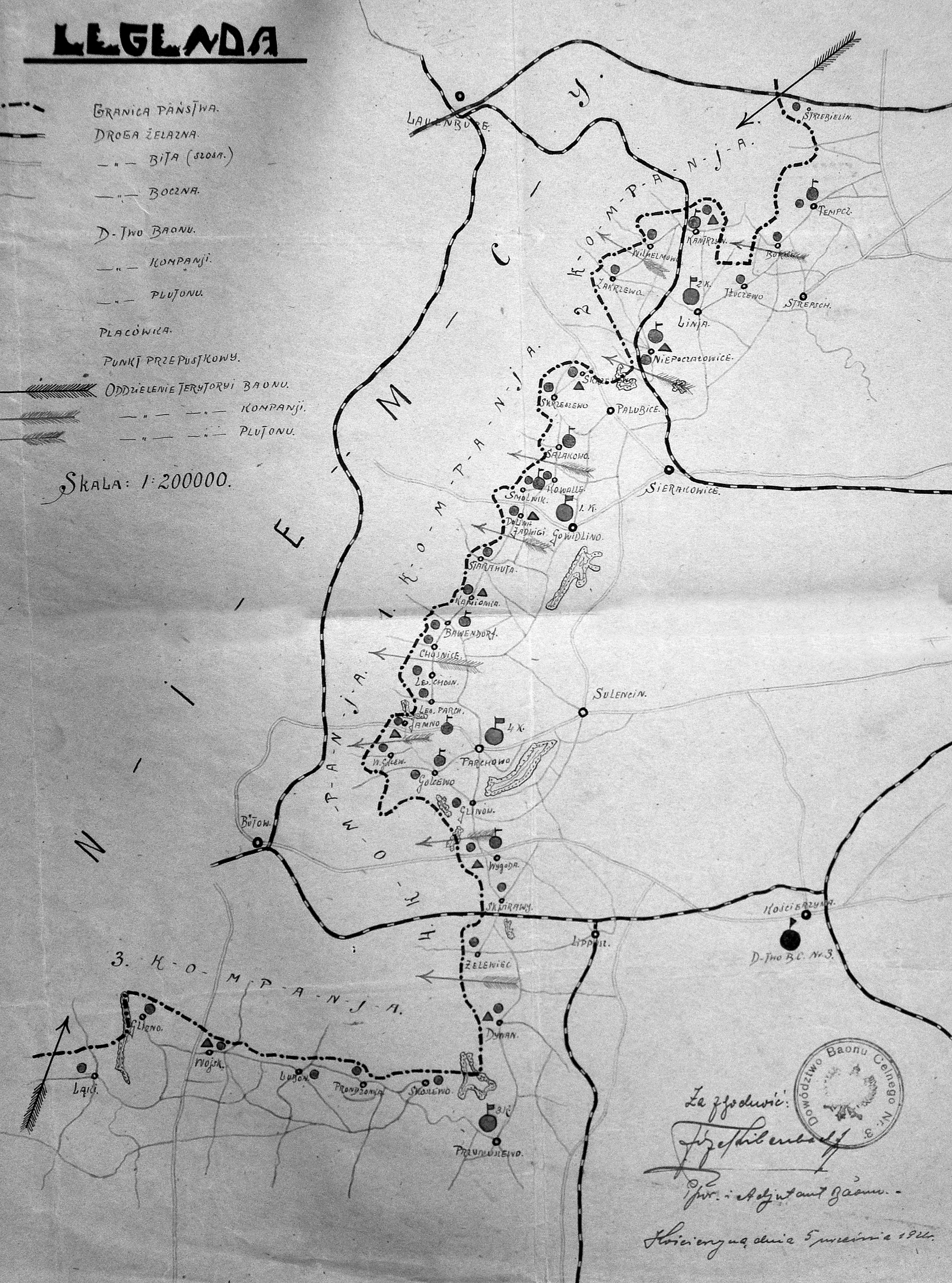
Rozmieszczenie pododdziałów
3 batalionu celnego w 1921 roku.

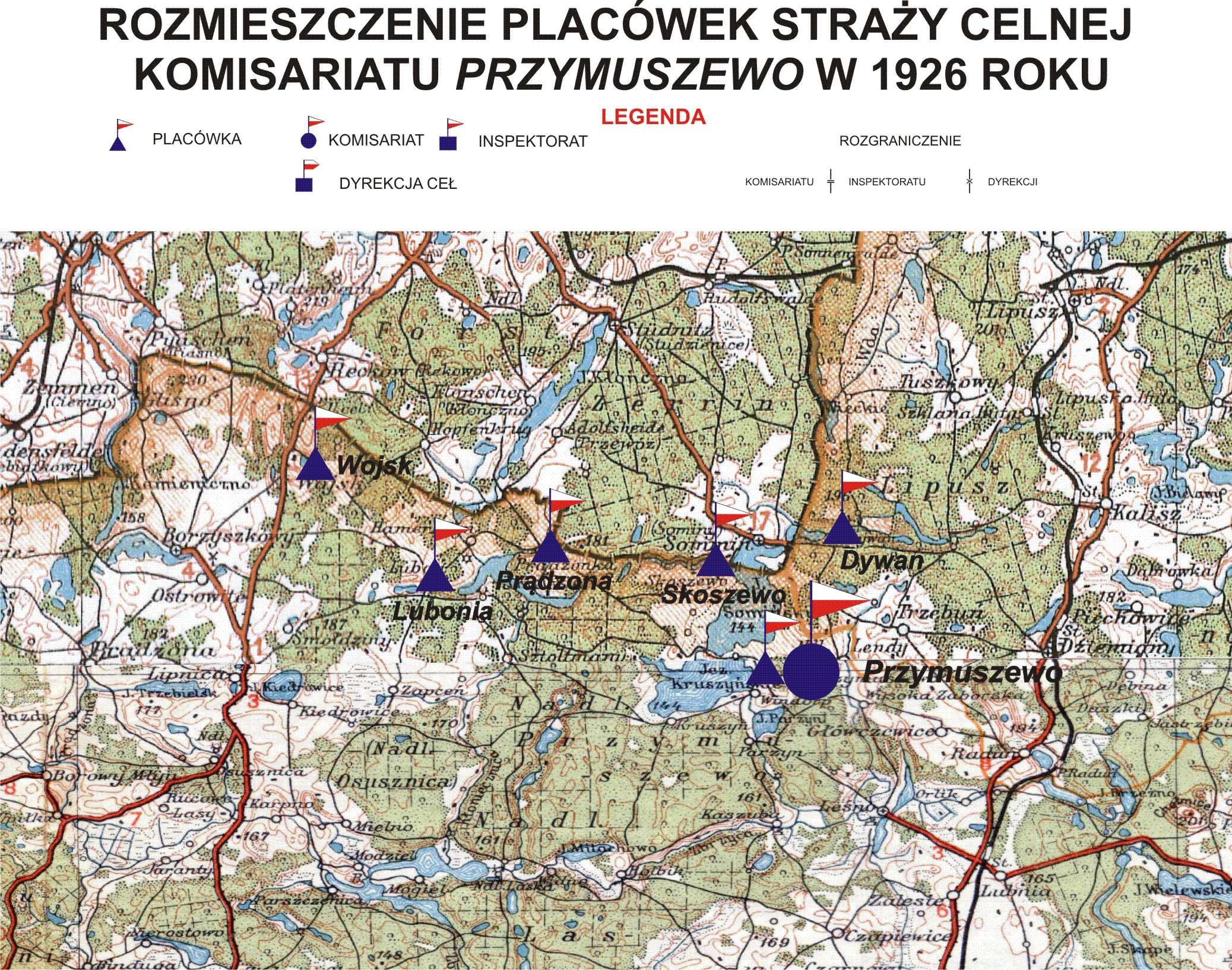
Rozmieszczenie placówek Straży Celnej Komisariatu Przymuszewo

Placówka Straży Celnej „Prądzona” – jednostka organizacyjna Straży Celnej pełniąca w okresie międzywojennym służbę ochronną na granicy polsko-niemieckiej.

## Formowanie i zmiany organizacyjne
Na wniosek Ministerstwa Skarbu, uchwałą z 10 marca 1920 roku, powołano do życia Straż Celną. Od połowy 1921 roku jednostki Straży Celnej rozpoczęły przejmowanie odcinków granicy od pododdziałów Batalionów Celnych. W 1921 roku w Przymuszewie stacjonował sztab 3 kompanii 3 batalionu celnego. 3 kompania celna wystawiła między innymi placówkę w Prądzonce. Proces tworzenia Straży Celnej trwał do końca 1922 roku. Placówka Straży Celnej „Prądzona” weszła w podporządkowanie komisariatu Straży Celnej „Przymuszewo” z Inspektoratu SC „Kościerzyna”.
W drugiej połowie 1927 roku przystąpiono do gruntownej reorganizacji Straży Celnej. W praktyce skutkowało to rozwiązaniem tej formacji granicznej. Ochronę północnej, zachodniej i południowej granicy państwa przejęła powołana z dniem 2 kwietnia 1928 roku Straż Graniczna.
Rozkazem nr 2 z 19 kwietnia 1928 roku w sprawie organizacji Pomorskiego Inspektoratu Okręgowego dowódca Straży Granicznej gen. bryg. Stefan Pasławski określił strukturę organizacyjną komisariatu SG „Prądzona”. Placówka Straży Granicznej II linii „Prądzona” znalazła się w jego strukturze.

## Funkcjonariusze placówki
Kierownicy placówki
| stopień          | imię i nazwisko, numer      | okres pełnienia służby |
| ---------------- | --------------------------- | ---------------------- |
| starszy strażnik | Mieczysław Mocydlarz (1949) | był w 1926             |

Obsada personalna placówki w 1926:
- starszy strażnik Mieczysław Mocydlarz (1949)
- strażnik Franciszek Godziewski (1745)
- strażnik Józef Gola (1746)
- strażnik Józef Wosiek (2116)
- strażnik Józef Politowicz (2043)
- strażnik Antoni Szczęśniak (3081)